# NHK競馬中継
NHK競馬中継（エヌエイチケイけいばちゅうけい）は、日本放送協会（NHK）で放送されている、競馬中継のことである。
番組タイトルには「競馬中継」とは表記されず、「NHK SPORTS」統一タイトル・競技マークと放送するレースの名称のみが表記されている。電子番組表（EPG）には「競馬xxxx」（「xxxx」は西暦。例：「競馬2025」）と表記される（2020年より）。

## 概要
NHKと同じく、国の外郭団体である日本中央競馬会（JRA）が行う中央競馬のGIレースのうち一部を、総合テレビで放送している。また、海外向けNHKワールド・プレミアムでも総合テレビと同時放送されている。法令により、国会中継が休日に行われる場合や災害発生時は、国会及び災害報道に優先権が与えられる為、GIレースであっても放送は中止される。
NHKによる競馬中継は1931年7月3日に札幌競馬場のレースを中継したことをきっかけとして頻繁にラジオで実況中継を行っていたが、当時はギャンブルとしての競馬は禁止されたり許されたりということを繰り返していた上、軍国主義の時代であったため軍馬の育成に繋がるものであることが最優先で求められており、そうした側面での放送であった。
戦後、テレビ放送の時代を迎え、まず東京での放送開始から間もない1953年の東京優駿（日本ダービー）をテレビで実況中継することを検討した。この時は技術的な準備が間に合わず実現できなかったが、同年6月28日に中山競馬場で開催された中山大障害（優勝馬：ハクオー）の中継でテレビとしては初めて実況中継を行った。この日は13:00から放送され、第4レースの「アラブ系障害」（2600m・優勝馬：キヨミドリ）が、テレビで実況された最初のレースとなった。
NHKでの競馬中継のカラー放送化は、1966年4月17日の皐月賞の中継が最初で、以後全てカラー放送である。
以後長らく3歳牡馬クラシックレース（皐月賞、日本ダービー、菊花賞）と天皇賞（春・秋）、有馬記念、及びGIレースではないが、日本ダービートライアルのNHK杯（NHKマイルカップ（1996年新設GI=当時JRA独自の格付けとして発足）の直接の前身であり、NHKからの優勝杯が寄贈され、1984年からGII（当時NCK→JRA独自の格付け）レースに指定されていた）が中継された。一方で、GIIIのきさらぎ賞は2023年までNHKの賞であったが、NHKでの放送は行っていなかった。
第16代NHK会長であった川口幹夫の在任期間中（1991年 - 1997年）、川口自身が競馬ファンだったという背景や、NHKが衛星放送（BS）を積極的に推進していたこともあり、番組ソフト拡充という観点を踏まえ、JRAに対して競馬中継の拡大を要望したところ、上記以外のいくつかのGIレースもBSで放送できるようになったが、実際には会長が海老沢勝二に交代してからの1998年の高松宮記念からBSで放送開始した。なお川口在任中の1996年にNHK杯がGIに格上げされ、現在のNHKマイルカップとなった。
BSでは当初衛星第1（旧：BS1）で放送されていたがBSデジタル放送が始まった2000年12月からは原則としてBSハイビジョンに移行した。ただし高松宮記念（2000年から3月に開催移行）のみ、選抜高等学校野球大会と重なった場合はBSハイビジョンで野球中継を行ったため旧：BS1で放送されていた。
1981年に開設されたジャパンカップは、当時から八大競走と同格扱いとなっていた、歴史ある国際競走ではあるが、NHKは2011年にBS1で放送を開始するまでテレビでの中継は行われなかった。この理由はジャパンカップ開設時に同レースを放送すべきだと言う局内の意見に対し、局内上層部の「ジャパンカップというレースがどんなものになるかもわからないし、このレースが今後どうなっていくのか、このレースがどう成長するかもわからない。よってテレビではやれない」と言う結論に達したからである。
同年はNHKの衛星放送が衛星3波から衛星2波に再編されたことに伴い、BSでの放送はBS1に変更された。上述のジャパンカップがBS1で放送されるようになった一方で、ヴィクトリアマイル・安田記念・エリザベス女王杯・ジャパンカップダート・中山大障害は放送されなくなった。
2014年の高松宮記念は同時間にプロ野球中継（「北海道日本ハムファイターズ」対「オリックス・バファローズ」）が組まれたため102chの放送となった。2019年の菊花賞は同時間に第84回日本オープンゴルフ選手権最終日の中継と重なったため、総合テレビの012chで放送された。2022年の東京優駿は直前にJリーグ中継（「ヴィッセル神戸」対「北海道コンサドーレ札幌」）と重なったため、15:10からの放送となった。
2018年から中山グランドジャンプは正式に放送されなくなったが、2019年から高松宮記念が放送されなくなった代わりにチャンピオンズカップが2010年以来9年ぶりに放送されることになった。
2025年からBSでの放送が無くなり、総合テレビのみとなった。

### 特徴
放送時間は基本的にフジネットワーク（FNS）の地上波系番組（東日本は『みんなのKEIBA』、西日本は『KEIBA BEAT』）と同じ15:00 - 16:00の1時間であるが、発走時刻などの関係で前後したり延長したりする場合がある。同時間帯の民放各社と異なるところは、NHKはその日のメインレースのみを放送し、放送時間内に発走する他のレースは放送しない点である。従ってCMや他レースの結果情報が一切皆無であることも手伝って、パドックに割く時間が民放やBS（グリーンチャンネル）の競馬中継よりも概ね長いことが特徴である。
中央競馬以外の放送は、地方競馬の放送はまだ一度もないものの、海外競馬では凱旋門賞の生中継を2回放送した実績がある（エルコンドルパサーの出走した1999年、ディープインパクトの出走した2006年）。また、2019年までNHKマイルカップ当日の『KEIBA BEAT』は、フジテレビ系列の高知さんさんテレビとテレビ熊本での放送がなかった。
司会、実況等はNHKのアナウンサーが担当。解説者は1970年代中頃から1980年代前半頃まではタケシバオーの馬主であった小畑正雄が務めてきたが、以後は概ねJRA所属の調教師を招いている。もっとも人選においては出走馬に関係する人物は避けられ、また調教師の予想行為は競馬法第16条2項・第22条及び競馬法施行令第14条・第17条の7により禁じられているため予想もしない。小畑が解説者として出演していた時にも予想行為は一切行っていなかった。
2015年現在は元調教師の鈴木康弘（日本調教師会名誉会長）、白井寿昭が解説を務めている。
レース中は画面の右下にタイムの表示が行われる。またレースが終わった後、結果が確定するまで着順が表示された電光掲示板を映したワイプが画面の左上に表示される。
字幕放送は、総合テレビでは2014年の皐月賞から対応している。

### NHKマイルカップ放送時のゲスト出演者
2005年から2019年、及び2025年からのNHKマイルカップの中継日には大河ドラマあるいは連続テレビ小説に出演している俳優が番組の宣伝も兼ねてゲスト出演しており、加えて優勝馬関係者へのプレゼンテーターも務めていた。競走馬を題材にした連続テレビ小説『ファイト』が放送された2005年より俳優のゲスト出演が始まった。尚、新型コロナウイルスの感染拡大の為、2020年から2024年まではゲストの起用を見送っていた。
| 年     | ゲスト          | 出演番組                                     |
| ------ | --------------- | -------------------------------------------- |
| 2005年 | 緒形直人        | 連続テレビ小説『ファイト』                   |
| 2006年 | 三原じゅん子    | 大河ドラマ『功名が辻』                       |
| 2007年 | 比嘉愛未 東幹久 | 連続テレビ小説『どんど晴れ』                 |
| 2008年 | 榮倉奈々        | 連続テレビ小説『瞳』                         |
| 2009年 | 小泉孝太郎      | 大河ドラマ『天地人』                         |
| 2010年 | 松下奈緒        | 連続テレビ小説『ゲゲゲの女房』               |
| 2011年 | 水川あさみ      | 大河ドラマ『江〜姫たちの戦国〜』             |
| 2012年 | 田中麗奈        | 大河ドラマ『平清盛』                         |
| 2013年 | 羽田美智子      | ドラマ10『第二楽章』                         |
| 2014年 | 黒木瞳          | 大河ドラマ『軍師官兵衛』                     |
| 2015年 | 宮﨑香蓮        | 大河ドラマ『花燃ゆ』                         |
| 2016年 | 木村多江        | 連続テレビ小説『とと姉ちゃん』               |
| 2017年 | 阿部純子        | 土曜ドラマ『4号警備』                        |
| 2018年 | 南野陽子        | 大河ドラマ『西郷どん』                       |
| 2019年 | 中村勘九郎      | 大河ドラマ『いだてん〜東京オリムピック噺〜』 |
| 2025年 | ひょうろく      | 大河ドラマ『べらぼう〜蔦重栄華乃夢噺〜』     |

## 中継するレースの一覧

### 現在

#### 総合テレビ
NHKワールド・プレミアムでも同時放送。☆は2000年12月 - 2009年12月までBSハイビジョンと同時放送。
- 皐月賞（1954年 - ）☆
- 天皇賞（春）（1956年 - 1962年、1975年 - ）
- NHKマイルカップ（1996年 - ）☆
- 東京優駿（日本ダービー）（1954年 - ）☆
- 菊花賞（1955年 - 1959年、1961年 - ）
- 天皇賞（秋）（1953年 - 1962年、1975年 - ）
- 中山グランプリ→有馬記念（1956年 - 1961年、1975年 - ）☆

### 過去

#### 総合テレビ
- 金盃（1958年 - 1959年）
- 中山改築記念（1956年）
- 金鯱賞（1957年）[注 7]
- 阪神大賞典（1954年 - 1955年）
- 中山大障害（春）（1953年 - 1955年、1957年 - 1961年）
- NHK盃→NHK杯（1954年 - 1995年）
- 北海道三歳ステークス（1958年）[注 7]
- カブトヤマ記念（1953年）
- 中山大障害（秋）（1953年 - 1954年、1957年、1959年 - 1962年）

#### BS
2011年4月より衛星第1及びBSハイビジョンからBS1に、2023年12月よりBS1からBSにそれぞれ移行。
- 高松宮記念（衛星第1：1998年 - 2011年→BS1：2012年 - 2018年）[注 8]
- 桜花賞（総合テレビ：1954年 - 1955年、1958年 - 1960年→BSハイビジョン：2001年 - 2010年→BS1：2011年 - 2023年→BS：2024年）
- 中山グランドジャンプ（衛星第1：2000年→BSハイビジョン：2001年 - 2010年→BS1：2012年 - 2017年）
- ヴィクトリアマイル（BSハイビジョン：2006年 - 2010年）
- 優駿牝馬（オークス）（BSハイビジョン：2001年 - 2010年→BS1：2011年 - 2023年→BS：2024年）
- 安田記念（衛星第1：1999年 - 2000年→BSハイビジョン：2001年 - 2010年）
- エリザベス女王杯（衛星第1：1998年 - 2000年→BSハイビジョン：2001年 - 2010年）
- ジャパンカップ（BS1：2011年 - 2023年→BS：2024年）
- ジャパンカップダート→チャンピオンズカップ（BSハイビジョン：2001年 - 2010年→BS1：2019年 - 2022年→BS：2023年 - 2024年）
- 中山大障害（衛星第1：1999年→BSハイビジョン：2001年 - 2010年）

### 放送中止
- 2003年
  - 第126回中山大障害（12月27日開催予定）：積雪のため開催中止。2004年1月10日の代替開催は放送されず。
- 2011年
  - 第143回天皇賞（春）（5月1日）：国会中継（第177回国会 参議院予算委員会 平成23年度第1次補正予算審議[注 9]）のため放送中止[注 10]。
  - 第13回中山グランドジャンプ（4月16日予定）：東日本大震災の影響により開催中止。7月2日の代替開催は放送されず。
- 2020年：新型コロナウイルス緊急事態宣言発令に伴う協会内非常報道体制により、以下の3戦で放送中止。
  - 第80回桜花賞（4月12日）
  - 第80回皐月賞（4月19日）
  - 第161回天皇賞（春）（5月3日）

## 歴代担当者

### 2010年代
| 放送日（開催日） | レース名              | 放送波 | レース実況 | パドック実況      | 解説     | 番組司会   | リポーター | その他出演者                |
| ---------------- | --------------------- | ------ | ---------- | ----------------- | -------- | ---------- | ---------- | --------------------------- |
| 3月26日          | 第47回高松宮記念      | BS1    | 稲垣秀人   | 福澤浩行          | 白井寿昭 | 上野速人   | 真野淑實   |                             |
| 4月9日           | 第77回桜花賞          | BS1    | 白崎義彦   | 福澤浩行          | 白井寿昭 | 高木修平   | 真野淑實   |                             |
| 4月16日          | 第77回皐月賞          | 総合   | 藤井康生   | 上野速人          | 鈴木康弘 | 刈屋富士雄 | 真野淑實   |                             |
| 4月30日          | 第155回天皇賞（春）   | 総合   | 刈屋富士雄 | 小林陽広          | 白井寿昭 | 藤井康生   | 真野淑實   |                             |
| 5月7日           | 第22回NHKマイルカップ | 総合   | 稲垣秀人   | 清水敬亮 藤井康生 | 鈴木康弘 | 刈屋富士雄 | 真野淑實   | 阿部純子                    |
| 5月21日          | 第78回優駿牝馬        | BS1    | 高木修平   | 髙木優吾          | 杉浦宏昭 | 上野速人   | 真野淑實   |                             |
| 5月28日          | 第84回東京優駿        | 総合   | 上野速人   | 小林陽広          | 鈴木康弘 | 福澤浩行   | 真野淑實   | 高木修平 （インタビュアー） |
| 10月22日         | 第78回菊花賞          | 総合   | 藤井康生   | 福澤浩行          | 白井寿昭 | 大坂敏久   | 真野淑實   |                             |
| 10月29日         | 第156回天皇賞（秋）   | 総合   | 藤井康生   | 大坂敏久          | 鈴木康弘 | 稲垣秀人   | 真野淑實   | 福澤浩行 （インタビュアー） |
| 11月26日         | 第37回ジャパンカップ  | BS1    | 福澤浩行   | 小宮山晃義        | 鈴木康弘 | 清水敬亮   | 真野淑實   |                             |
| 12月24日         | 第62回有馬記念        | 総合   | 大坂敏久   | 大坂敏久          | 鈴木康弘 | 刈屋富士雄 | 真野淑實   |                             |

| 放送日（開催日） | レース名              | 放送波 | レース実況 | パドック実況      | 解説     | 番組司会 | リポーター | その他出演者 |
| ---------------- | --------------------- | ------ | ---------- | ----------------- | -------- | -------- | ---------- | ------------ |
| 3月25日          | 第48回高松宮記念      | BS1    | 小林陽広   | 浅井遼馬          | 鈴木康弘 | 高木修平 | 真野淑實   |              |
| 4月8日           | 第78回桜花賞          | BS1    | 清水敬亮   | 髙木優吾          | 白井寿昭 | 小林陽広 | 真野淑實   |              |
| 4月15日          | 第78回皐月賞          | 総合   | 稲垣秀人   | 小宮山晃義        | 鈴木康弘 | 藤井康生 | 真野淑實   |              |
| 4月29日          | 第157回天皇賞（春）   | 総合   | 福澤浩行   | 髙木優吾          | 白井寿昭 | 高木修平 | 真野淑實   |              |
| 5月6日           | 第23回NHKマイルカップ | 総合   | 高木修平   | 藤井康生 小林陽広 | 国枝栄   | 福澤浩行 | 真野淑實   | 南野陽子     |
| 5月20日          | 第79回優駿牝馬        | BS1    | 髙木優吾   | 浅井僚馬          | 鈴木康弘 | 清水敬亮 | 真野淑實   |              |
| 5月27日          | 第85回東京優駿        | 総合   | 藤井康生   | 高木修平          | 鈴木康弘 | 福澤浩行 | 真野淑實   |              |
| 10月21日         | 第79回菊花賞          | 総合   | 稲垣秀人   | 清水敬亮          | 白井寿昭 | 大坂敏久 | 真野淑實   |              |
| 10月28日         | 第158回天皇賞（秋）   | 総合   | 高木修平   | 大坂敏久          | 鈴木康弘 | 藤井康生 | 真野淑實   |              |
| 11月25日         | 第38回ジャパンカップ  | BS1    | 小林陽広   | 高木修平          | 鈴木康弘 | 福澤浩行 | 真野淑實   |              |
| 12月23日         | 第63回有馬記念        | 総合   | 大坂敏久   | 福澤浩行          | 鈴木康弘 | 藤井康生 | 真野淑實   |              |

| 放送日（開催日） | レース名                   | 放送波 | レース実況 | パドック実況 | 解説     | 番組司会          | リポーター | その他出演者 |
| ---------------- | -------------------------- | ------ | ---------- | ------------ | -------- | ----------------- | ---------- | ------------ |
| 4月7日           | 第79回桜花賞               | BS1    | 小林陽広   | 高木修平     | 白井寿昭 | 福澤浩行          | 真野淑實   |              |
| 4月14日          | 第79回皐月賞               | 総合   | 大坂敏久   | 髙木優吾     | 鈴木康弘 | 大坂敏久 （兼任） | 真野淑實   |              |
| 4月28日          | 第159回天皇賞（春）        | 総合   | 高木修平   | 清水敬亮     | 白井寿昭 | 藤井康生          | 真野淑實   |              |
| 5月5日           | 第24回NHKマイルカップ      | 総合   | 稲垣秀人   | 小宮山晃義   | 鈴木康弘 | 福澤浩行          | 真野淑實   | 中村勘九郎   |
| 5月19日          | 第80回優駿牝馬             | BS1    | 浅井僚馬   | 清水敬亮     | 鈴木康弘 | 高木修平          | 真野淑實   |              |
| 5月26日          | 第86回東京優駿             | 総合   | 大坂敏久   | 小宮山晃義   | 鈴木康弘 | 稲垣秀人          | 真野淑實   |              |
| 10月20日         | 第80回菊花賞               | 総合2  | 小林陽広   | 福澤浩行     | 白井寿昭 | 藤井康生          | 真野淑實   |              |
| 10月27日         | 第160回天皇賞（秋）        | 総合   | 藤井康生   | 髙木優吾     | 鈴木康弘 | 稲垣秀人          | 真野淑實   |              |
| 11月24日         | 第39回ジャパンカップ       | BS1    | 小宮山晃義 | 福澤浩行     | 鈴木康弘 | 稲垣秀人          | 真野淑實   |              |
| 12月1日          | 第20回チャンピオンズカップ | BS1    | 清水敬亮   | 大坂敏久     | 鈴木康弘 | 小林陽広          | 真野淑實   |              |
| 12月22日         | 第64回有馬記念             | 総合   | 高木修平   | 藤井康生     | 鈴木康弘 | 福澤浩行          | 真野淑實   |              |

### 2020年代
| 放送日（開催日） | レース名                   | 放送波 | レース実況                                                     | パドック実況                                                   | 解説                                                           | 番組司会                                                       | その他出演者                                                   |
| ---------------- | -------------------------- | ------ | -------------------------------------------------------------- | -------------------------------------------------------------- | -------------------------------------------------------------- | -------------------------------------------------------------- | -------------------------------------------------------------- |
| 4月12日          | 第80回桜花賞               | BS1    | 新型コロナウイルス緊急事態宣言発令に伴う非常体制により放送中止 | 新型コロナウイルス緊急事態宣言発令に伴う非常体制により放送中止 | 新型コロナウイルス緊急事態宣言発令に伴う非常体制により放送中止 | 新型コロナウイルス緊急事態宣言発令に伴う非常体制により放送中止 | 新型コロナウイルス緊急事態宣言発令に伴う非常体制により放送中止 |
| 4月19日          | 第80回皐月賞               | 総合   | 新型コロナウイルス緊急事態宣言発令に伴う非常体制により放送中止 | 新型コロナウイルス緊急事態宣言発令に伴う非常体制により放送中止 | 新型コロナウイルス緊急事態宣言発令に伴う非常体制により放送中止 | 新型コロナウイルス緊急事態宣言発令に伴う非常体制により放送中止 | 新型コロナウイルス緊急事態宣言発令に伴う非常体制により放送中止 |
| 5月3日           | 第161回天皇賞（春）        | 総合   | 新型コロナウイルス緊急事態宣言発令に伴う非常体制により放送中止 | 新型コロナウイルス緊急事態宣言発令に伴う非常体制により放送中止 | 新型コロナウイルス緊急事態宣言発令に伴う非常体制により放送中止 | 新型コロナウイルス緊急事態宣言発令に伴う非常体制により放送中止 | 新型コロナウイルス緊急事態宣言発令に伴う非常体制により放送中止 |
| 5月10日          | 第25回NHKマイルカップ      | 総合   | 小林陽広                                                       | 小林陽広                                                       | 鈴木康弘                                                       | 高木修平                                                       |                                                                |
| 5月24日          | 第81回優駿牝馬             | BS1    | 小宮山晃義                                                     | 小宮山晃義                                                     | 鈴木康弘                                                       | 小林陽広                                                       |                                                                |
| 5月31日          | 第87回東京優駿             | 総合   | 高木修平                                                       | 高木修平                                                       | 鈴木康弘                                                       | 藤井康生                                                       |                                                                |
| 10月25日         | 第81回菊花賞               | 総合   | 稲垣秀人                                                       | 稲垣秀人                                                       | 白井寿昭                                                       | 藤井康生                                                       |                                                                |
| 11月1日          | 第162回天皇賞（秋）        | 総合   | 清水敬亮                                                       | 小林陽広                                                       | 鈴木康弘                                                       | 藤井康生                                                       |                                                                |
| 11月29日         | 第40回ジャパンカップ       | BS1    | 浅井僚馬                                                       | 高木修平                                                       | 鈴木康弘                                                       | 藤井康生                                                       |                                                                |
| 12月6日          | 第21回チャンピオンズカップ | BS1    | 髙木優吾                                                       | 大坂敏久                                                       | 鈴木康弘                                                       | 小林陽広                                                       |                                                                |
| 12月27日         | 第65回有馬記念             | 総合   | 稲垣秀人                                                       | 稲垣秀人                                                       | 鈴木康弘                                                       | 高木修平                                                       |                                                                |

| 放送日（開催日） | レース名                   | 放送波 | レース実況 | パドック実況 | 解説     | 番組司会 | その他出演者 |
| ---------------- | -------------------------- | ------ | ---------- | ------------ | -------- | -------- | ------------ |
| 4月11日          | 第81回桜花賞               | BS1    | 小宮山晃義 | 藤井康生     | 白井寿昭 | 稲垣秀人 |              |
| 4月18日          | 第81回皐月賞               | 総合   | 高木修平   | 髙木優吾     | 鈴木康弘 | 小林陽広 |              |
| 5月2日           | 第163回天皇賞（春）        | 総合   | 藤井康生   | 小宮山晃義   | 白井寿昭 | 大坂敏久 |              |
| 5月9日           | 第26回NHKマイルカップ      | 総合   | 小林陽広   | 高木修平     | 鈴木康弘 | 稲垣秀人 |              |
| 5月23日          | 第82回優駿牝馬             | BS1    | 浅井僚馬   | 黒住駿       | 鈴木康弘 | 清水敬亮 |              |
| 5月30日          | 第88回東京優駿             | 総合   | 稲垣秀人   | 小宮山晃義   | 鈴木康弘 | 高木修平 |              |
| 10月24日         | 第82回菊花賞               | 総合   | 大坂敏久   | 清水敬亮     | 白井寿昭 | 高木修平 |              |
| 10月31日         | 第164回天皇賞（秋）        | 総合   | 藤井康生   | 小宮山晃義   | 鈴木康弘 | 高木修平 |              |
| 11月28日         | 第41回ジャパンカップ       | BS1    | 髙木優吾   | 浅井僚馬     | 鈴木康弘 | 稲垣秀人 |              |
| 12月5日          | 第22回チャンピオンズカップ | BS1    | 大坂敏久   | 黒住駿       | 鈴木康弘 | 藤井康生 | 松田国英     |
| 12月26日         | 第66回有馬記念             | 総合   | 高木修平   | 高木修平     | 鈴木康弘 | 藤井康生 |              |

| 放送日（開催日） | レース名                     | 放送波 | レース実況 | パドック実況 | 解説                  | 番組司会              | その他出演者                  |
| ---------------- | ---------------------------- | ------ | ---------- | ------------ | --------------------- | --------------------- | ----------------------------- |
| 4月10日          | 第82回桜花賞                 | BS1    | 浅井僚馬   | 高木修平     | 白井寿昭              | 清水敬亮              |                               |
| 4月17日          | 第82回皐月賞 ※括弧内は副音声 | 総合   | 小林陽広   | 黒住駿       | 松田国英 （鈴木康弘） | 高木修平 （大坂敏久） | （Machico）                   |
| 5月1日           | 第165回天皇賞（春）          | 総合   | 稲垣秀人   | 小宮山晃義   | 白井寿昭              | 小林陽広              |                               |
| 5月8日           | 第27回NHKマイルカップ        | 総合   | 清水敬亮   | 黒住駿       | 鈴木康弘              | 高木修平              | 小宮山晃義 （インタビュアー） |
| 5月22日          | 第83回優駿牝馬               | BS1    | 小宮山晃義 | 浅井僚馬     | 鈴木康弘              | 髙木優吾              |                               |
| 5月29日          | 第89回東京優駿               | 総合   | 高木修平   | 大坂敏久     | 鈴木康弘              | 稲垣秀人              |                               |
| 10月23日         | 第83回菊花賞                 | 総合   | 稲垣秀人   | 高木修平     | 白井寿昭              | 大坂敏久              |                               |
| 10月30日         | 第166回天皇賞（秋）          | 総合   | 小宮山晃義 | 浅井僚馬     | 鈴木康弘              | 稲垣秀人              |                               |
| 11月27日         | 第42回ジャパンカップ         | BS1    | 浅井僚馬   | 高木修平     | 鈴木康弘              | 髙木優吾              |                               |
| 12月4日          | 第23回チャンピオンズカップ   | BS1    | 清水敬亮   | 稲垣秀人     | 松田国英              | 大坂敏久              |                               |
| 12月25日         | 第67回有馬記念               | 総合   | 大坂敏久   | 小宮山晃義   | 鈴木康弘              | 高木修平              |                               |

| 放送日（開催日） | レース名                   | 放送波 | レース実況 | パドック実況 | 解説     | 番組司会   | その他出演者 |
| ---------------- | -------------------------- | ------ | ---------- | ------------ | -------- | ---------- | ------------ |
| 4月9日           | 第83回桜花賞               | BS1    | 大坂敏久   | 清水敬亮     | 白井寿昭 | 小宮山晃義 |              |
| 4月16日          | 第83回皐月賞               | 総合   | 小宮山晃義 | 浅井僚馬     | 鈴木康弘 | 大坂敏久   |              |
| 4月30日          | 第167回天皇賞（春）        | 総合   | 高木修平   | 髙木優吾     | 白井寿昭 | 清水敬亮   |              |
| 5月7日           | 第28回NHKマイルカップ      | 総合   | 清水敬亮   | 黒住駿       | 鈴木康弘 | 稲垣秀人   |              |
| 5月21日          | 第84回優駿牝馬             | BS1    | 浅井僚馬   | 大坂敏久     | 鈴木康弘 | 小宮山晃義 |              |
| 5月28日          | 第90回東京優駿             | 総合   | 稲垣秀人   | 小宮山晃義   | 鈴木康弘 | 高木修平   |              |
| 10月22日         | 第84回菊花賞               | 総合   | 清水敬亮   | 髙木優吾     | 白井寿昭 | 大坂敏久   |              |
| 10月29日         | 第168回天皇賞（秋）        | 総合   | 大坂敏久   | 黒住駿       | 鈴木康弘 | 稲垣秀人   |              |
| 11月26日         | 第43回ジャパンカップ       | BS1    | 高木修平   |              | 鈴木康弘 | 浅井僚馬   |              |
| 12月3日          | 第24回チャンピオンズカップ | BS     | 稲垣秀人   |              | 松田国英 | 大坂敏久   |              |
| 12月24日         | 第68回有馬記念             | 総合   | 高木修平   | 髙木優吾     | 鈴木康弘 | 稲垣秀人   | 熊沢重文     |

| 放送日（開催日） | レース名                   | 放送波 | レース実況 | パドック実況 | 解説     | 番組司会   | その他出演者 |
| ---------------- | -------------------------- | ------ | ---------- | ------------ | -------- | ---------- | ------------ |
| 4月7日           | 第84回桜花賞               | BS     | 髙木優吾   | 大坂敏久     | 安田隆行 | 浅井僚馬   |              |
| 4月14日          | 第84回皐月賞               | 総合   | 清水敬亮   | 黒住駿       | 鈴木康弘 | 高木修平   |              |
| 4月28日          | 第169回天皇賞（春）        | 総合   | 小宮山晃義 | 髙木優吾     | 白井寿昭 | 大坂敏久   |              |
| 5月5日           | 第29回NHKマイルカップ      | 総合   | 髙木優吾   | 上野速人     | 鈴木康弘 | 清水敬亮   |              |
| 5月19日          | 第85回優駿牝馬             | BS     | 浅井僚馬   | 伊藤亮太     | 鈴木康弘 | 大坂敏久   |              |
| 5月26日          | 第91回東京優駿             | 総合   | 高木修平   | 稲垣秀人     | 鈴木康弘 | 清水敬亮   |              |
| 10月20日         | 第85回菊花賞               | 総合   | 髙木優吾   |              | 安田隆行 | 小宮山晃義 |              |
| 10月27日         | 第170回天皇賞（秋）        | 総合   | 大坂敏久   | 黒住駿       | 鈴木康弘 | 稲垣秀人   |              |
| 11月24日         | 第44回ジャパンカップ       | BS     | 黒住駿     | 伊藤亮太     | 国枝栄   | 高木修平   |              |
| 12月1日          | 第25回チャンピオンズカップ | BS     | 増村聡太   | 池野健       | 鈴木康弘 | 髙木優吾   |              |
| 12月22日         | 第69回有馬記念             | 総合   | 清水敬亮   | 浅井僚馬     | 鈴木康弘 | 大坂敏久   |              |

| 放送日（開催日） | レース名              | 放送波 | レース実況 | パドック実況 | 解説     | 番組司会   | その他出演者 |
| ---------------- | --------------------- | ------ | ---------- | ------------ | -------- | ---------- | ------------ |
| 4月20日          | 第85回皐月賞          | 総合   | 増村聡太   | 小林陽広     | 安田隆行 | 高木修平   |              |
| 5月4日           | 第171回天皇賞（春）   | 総合   | 髙木優吾   | 池野健       | 白井寿昭 | 小宮山晃義 |              |
| 5月11日          | 第30回NHKマイルカップ | 総合   | 浅井僚馬   | 伊藤亮太     | 鈴木康弘 | 稲垣秀人   | ひょうろく   |
| 6月1日           | 第92回東京優駿        | 総合   | 小宮山晃義 | 黒住駿       | 安田隆行 | 清水敬亮   | 安田翔伍     |

## 出演者

### アナウンサー
通常はこのうちの3名 - 4名が役割（進行役、実況、パドックレポーター、インタビュアー）を分担する。ただしインタビュアーについては、共同インタビューとなるため、自局主催の「NHKマイルカップ」を除き民放のアナウンサーが入る場合がある。カッコ内は現在の所属局。
- 浅井僚馬（水戸）
- 稲垣秀人（協会本部メディア総局ラジオセンター）
- 大坂敏久（G-Media出向）
- 黒住駿（名古屋）
- 小林陽広（福井）
- 小宮山晃義（大阪）
- 清水敬亮（協会本部メディア総局アナウンス室）
- 高木修平（広島）
- 髙木優吾（G-Media出向）
- 伊藤亮太（山形。民放在籍中、競馬中継の司会者の経験あり）
- 上野速人（協会本部メディア総局アナウンス室）
- 増村聡太（名古屋）
- 池野健（G-Media出向）

### 解説者
- 鈴木康弘
- 白井寿昭
- 安田隆行

### 過去

#### アナウンサー
- 松内則三
- 飯田次男
- 北出清五郎
- 杉山邦博（のちに大相撲ジャーナリスト）
- 向坂松彦（のちに大相撲評論家）
- 草野仁（のちに民放契約アナウンサー）
- 山田康夫（在籍中に病死）
- 内山俊哉
- 森本毅郎（のちに民放契約アナウンサー）
- 永井克典
- 兼本泰興
- 岩佐英治（アナウンサーとしての最終勤務地は名古屋）
- 刈屋富士雄
- 藤井康生
- 三浦拓実（民放主催レースアナウンサー養成講座・第1期生。のちに民放アナウンサー）
- 白崎義彦
- 福澤浩行

#### キャスター
- 鈴木梢（フリーアナウンサー。2008年 - 2009年）
- 山田さつき（フリーアナウンサー。2010年 - 2016年）
- 真野淑實（フリーアナウンサー。2017年 - 2019年）

#### 解説者など
- 小畑正雄（解説者として出演。タケシバオーの馬主）
- 長島信弘（レギュラーゲストとして出演。当時は一橋大学社会学部教授）
- 岩田久美（レギュラーゲスト（解説者）として出演。2001年 - 2006年）